# Naturschutzgebiet Frauenwinkel
Das Naturschutzgebiet Frauenwinkel ist eine Moorlandschaft  und der letzte grosse, unverbaute Uferabschnitt im Kanton Schwyz am Zürichsee. Das Gebiet umfasst neben den Inseln Lützelau und Ufnau auch die seichten Wasser- und Riedflächen gegen den Seedamm und gegen Pfäffikon hin. 
Der Frauenwinkel umfasst 350 Hektaren. Er ist das grösste zusammenhängende 
Naturschutzgebiet am See. Er steht seit 1980 unter kantonalem Schutz.

## Flora
Die Ufer werden von einem oft breiten Schilfgürtel gesäumt. In den Riedern wachsen unter anderem Gross- und Kleinseggen, Binsen, Sibirische Schwertlilie und der seltene Lungenenzian. 

## Fauna
Im Frauenwinkel kann man die europäischen Schmetterlingsraritäten Lungenenzian-Ameisenbläuling und Heller Wiesenknopf-Ameisenbläuling oder auch Kiebitze mit ihren Jungen beobachten. Der Grosse Brachvogel hatte bis vor wenigen Jahren eine kleine, Brutkolonie. Anfangs der 2020er Jahre kam es allerdings nicht zu erfolgreichen Bruten, obwohl man das ganze Jahr hindurch Grosse Brachvögel antreffen kann.